# Lew Hoad
Lewis Alan "Lew" Hoad (Glebe, Nueva Gales del Sur, Australia, 23 de noviembre de 1934-Fuengirola, España, 3 de julio de 1994) fue un tenista australiano.
En su carrera ganó cuatro veces la copa Davis jugando con el equipo australiano. Conquistó cuatro Grand Slams en el periodo 1956-1957, llegando a todas las finales en 1956, triunfando en el Abierto de Australia, Roland Garros y en Wimbledon, solamente perdió en el Abierto de los Estados Unidos, siendo el único Grand Slam que no logró ganar. Fue miembro del equipo australiano ganador en cuatro veces de la Copa Davis entre 1952 y 1956. Hoad se hizo profesional en julio de 1957 y ganó el evento Forest Hill Tournament of Champions en 1959. También ganó the Ampol Tournament of Champions en Kooyong en 1958, el torneo más rico en ese tiempo. Ganó el Ampol World Tournament Championship Tour en 1959-1960. Durante su carrera sus principales competidores fueron su compañero de equipo y dobles Ken Rosewall y Pancho González
Estuvo clasificado en el Top 10 mundial para amateur desde 1952 hasta 1957, llegando al N.º 1 en 1956. Fue clasificado como el N.º 1 a nivel profesional en la lista oficial Kramer en 1959-1960 Ampol ranking de todos los contratos profesionales. Fue N.º 1 mundial como tenista tanto amateur como profesional para 1962 en una encuesta realizada entre 85 editores deportivos de los Estados Unidos. Fue el primer tenista profesional en obtener ganancias sobre GBP 350 mil o sobre un millón.
Serios problemas en la espalda que lo atormentaron durante su carrera, posiblemente originados por el ejercicio de levantamiento de pesas que el ideó en 1954, principalmente después de hacerse profesional, originaron efectivamente su retiro del tenis en 1967 pero con esporádicos regresos, hasta que antes del inicio de la temperoda 1968 fue definitivo.
En su autobiografía, Jack Kramer, un promotor profesional de tenis y exjugador, ratificó que Hoad es uno de los 21 mejores jugadores de todos los tiempos. Rod Laver en 2012 comentó que Hoad era el más grande jugador de la era de 'campeones del pasado' y tenía un poder, volea y explosividad como sus fuerzas.
Siguiendo a su retiro en 1972 Hoad y su esposa Jenny operaban un complejo tenístico, Lew Hoad's Campo de Tenis en Mijas, España, cerca de Málaga. Hoad murió de leucemia el 3 de julio de 1994.

## Vida personal
Lew Hoad le propuso a su novia la tenista australiana Jenny Staley en la fiesta de cumpleaños N°21 en marzo de 1955 anunciar su compromiso en junio en Londres mientras ambos estaban en la gira. Después de llegar a Londres, Jenny descubrió que estaba embarazada y la pareja decidió casarse allá. El matrimonio tuvo lugar al día siguiente el 18 de junio de 1955 en la Iglesia St Mary, Wimbledon, Londres. en la víspera del torneo de Wimbledon. Tuvieron dos hijas y un hijo.
Después de anunciar su retiro en 1967 debido a problemas persistentes de la espalda, Hoad se mudó a Fuengirola, España, cerca de Málaga, donde junto con su esposa operaban un complejo tenístico, Lew Hoad´s Campo de Tenis, por más de treinta años entrenaba personalmente a amigos como los actores Stewart Granger, Sean Connery, James Hunt, Deborah Kerr y su esposo, Kirk Douglas y el saxofonista Setan Getz.

## Muerte
En 1978, Hoad presentó un síndrome doloroso en la espalda por lo cual se le realizó una cirugía de la columna vertebral en donde se efectuó una fusión con lo cual se controló el dolor. Tenía rotos dos discos vertebrales desplazados con herniación. El doctor que era uno de los amigos de Hoad comentó: "Como demonios caminaba este hombre y mucho menos jugar al tenis".
Hoad fue diagnosticado con una rara e incurable variedad de leucemia el 13 de enero de 1994 que causó su muerte el 3 de julio de 1994. Los reportes de la prensa informaron en forma incorrecta de un ataque cardíaco. Los médicos especialistas personales de Hoad estaban dirigidos por su yerno, el Dr. Manuel Benavides, quien explicó la causa de la muerte. Un libro coescrito con Jack Pollard titulado My Game (Mi juego, The Lew Hoad story en los Estados Unidos) fue publicado en 1958. En 2002, Pollard hizo equipo con su viuda, Jenny, y escribió My life With Lew.

## Torneos de Grand Slam (11; 4+7)

### Individuales (4)

#### Títulos
| Año  | Torneo                 | Oponente en la final | Resultado       |
| ---- | ---------------------- | -------------------- | --------------- |
| 1956 | Campeonato Australiano | Ken Rosewall         | 6-4 3-6 6-4 7-5 |
| 1956 | Campeonato Francés     | Sven Davidson        | 6-4 8-6 6-3     |
| 1956 | Wimbledon              | Ken Rosewall         | 6-2 4-6 7-5 6-4 |
| 1957 | Wimbledon              | Ashley Cooper        | 6-2 6-1 6-2     |

#### Finalista (2)
| Año  | Torneo                            | Oponente en la final | Resultado       |
| ---- | --------------------------------- | -------------------- | --------------- |
| 1955 | Campeonato Australiano            | Ken Rosewall         | 9-7 6-4 6-4     |
| 1956 | US National Singles Championships | Ken Rosewall         | 6-4 2-6 3-6 3-6 |

### Dobles (7)

#### Títulos
| Año  | Torneo                            | Pareja       | Oponentes en la final             | Resultado         |
| ---- | --------------------------------- | ------------ | --------------------------------- | ----------------- |
| 1953 | Campeonato Australiano            | Ken Rosewall | Don Candy Mervyn Rose             | 9-11 6-4 10-8 6-4 |
| 1953 | Campeonato Francés                | Ken Rosewall | Mervyn Rose Clive Wilderspin      | 6-2 6-1 6-1       |
| 1953 | Wimbledon                         | Ken Rosewall | Rex Hartwig Mervyn Rose           | 6-4 7-5 4-6 7-5   |
| 1956 | Campeonato Australiano            | Ken Rosewall | Don Candy Mervyn Rose             | 10-8 13-11 6-4    |
| 1956 | Wimbledon                         | Ken Rosewall | Orlando Sirola Nicola Pietrangeli | 7-5 6-2 6-1       |
| 1956 | US National Doubles Championships | Ken Rosewall | Hamilton Richardson Vic Seixas    | 6-2 6-2 3-6 6-4   |
| 1957 | Campeonato Australiano            | Neale Fraser | Mal Anderson Ashley Cooper        | 6-3 8-6 6-4       |

#### Finalista (5)
| Año  | Torneo                            | Pareja        | Oponentes en la final      | Resultado           |
| ---- | --------------------------------- | ------------- | -------------------------- | ------------------- |
| 1954 | Campeonato Francés                | Ken Rosewall  | Vic Seixas Tony Trabert    | 4-6 2-6 1-6         |
| 1954 | US National Doubles Championships | Ken Rosewall  | Vic Seixas Tony Trabert    | 6-3 4-6 6-8 3-6     |
| 1955 | Campeonato Australiano            | Ken Rosewall  | Vic Seixas Tony Trabert    | 3-6 2-6 6-2 6-3 1-6 |
| 1956 | Campeonato Francés                | Ashley Cooper | Don Candy Robert Perry     | 5-7 3-6 3-6         |
| 1957 | Wimbledon                         | Neale Fraser  | Budge Patty Gardnar Mulloy | 10-8 4-6 4-6 4-6    |